# Preska, Sodražica
Preska este o localitate din comuna Sodražica, Slovenia.